# Arricete

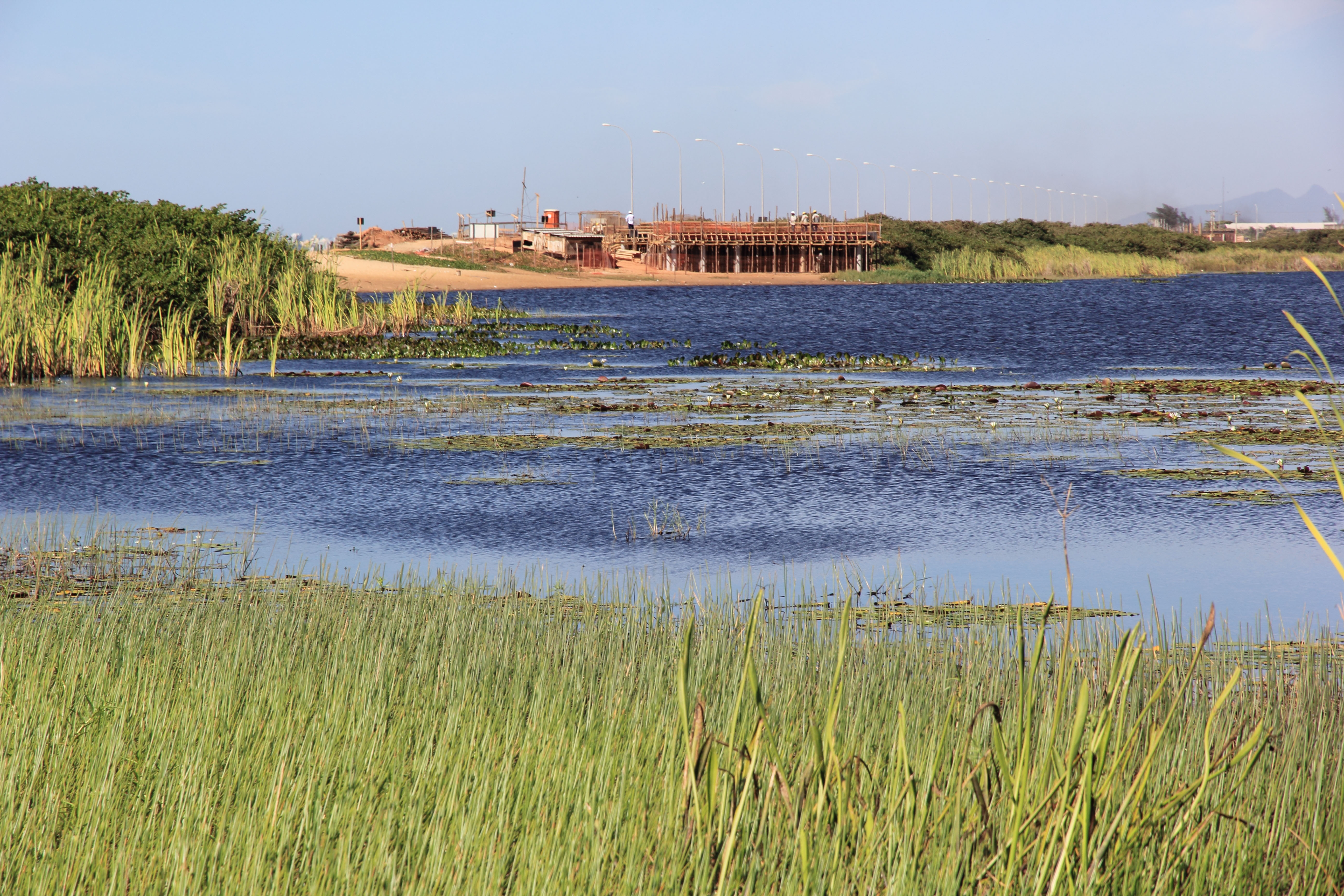
Arricete en Brasil

Se llama arricete o restinga a la lengua de arena que se encuentra a poca profundidad en un mar, río, lago, etc. 
Estos arricetes o bajos se señalaban con puntos en las cartas de marear y si eran de piedras, con pequeñas cruces en lugar de puntos. Han recibido también el nombre de recuestas.